# Autoridade Monetária de Macau
A Autoridade Monetária de Macau (AMCM; chinês tradicional: 澳門金融管理局) é uma instituição reguladora financeira da Região Administrativa Especial de Macau da República Popular da China, sendo responsável pela emissão das notas da pataca. Seu atual presidente é Anselmo Teng (丁連星).

## História
Foi estabelecida como Instituto Emissor de Macau (IEM; 澳門發行機構) a 1 de janeiro de 1980 pelo decreto-lei n.º 1/80/M de 12 de janeiro. A 1 de julho de 1989 passa a denominar-se Autoridade Monetária e Cambial de Macau (AMCM; 澳門貨幣暨匯兌監理署) pelo decreto-lei n.º 39/89/M de 12 de junho, aprovado pelo governador de Macau Carlos Melancia, a 7 de junho do mesmo ano. A partir de 15 de fevereiro de 2000, é renomeada para Autoridade Monetária de Macau (澳門金融管理局), através do regulamento administrativo n.º 18/2000, aprovado a 15 de fevereiro do mesmo ano pelo Chefe do Executivo Edmund Ho Hau-wah.